# Kolga (jezioro)
Kolga (est. Kolga järv) – jezioro w Estonii, w prowincji Valgamaa, w gminie Rõuge. Należy do pojezierza Haanja (est. Hannja järved). Położone jest na południe od wsi Kahru. Ma powierzchnię 0,4 ha linię brzegową o długości 285 m. Sąsiaduje m.in. z jeziorami Palanujärv, Kurgjärv, Väikjärv, Tuhkrijärv, Taltjärv, Paadikõrdsi, Kõvvõrjärv. Położone jest na terenie obszaru chronionego krajobrazu Haanja (est. Haanja looduspark).